# Maxim (revista)
Maxim é uma revista sobre comportamento e estilo de vida masculina. Presente em mais de 30 países, a Maxim é uma publicação direcionada para o homem contemporâneo, com poder de compra e em ascensão profissional, que busca informações rápidas e diretas, carregadas de inteligência e bom humor.
Em Portugal, possuía uma versão local com o nome de Maxmen, e no Brasil sua filial chamava-se Maxim Brasil.
Em 5 de junho de 2006, a revista anunciou planos para construir um cassino em Las Vegas Strip ao norte do Circus Circus, mas o plano falhou após proprietários do condomínio onde o cassino seria construído queixaram-se de que a proposta iria estragar a sua vista. O terreno foi vendido à MGM Mirage.